# Multiplex Ligation-dependent Probe Amplification
La MLPA (multiplex ligation-dependent probe amplification = amplification multiplex de sondes dépendant d'une ligation) est une variante de la PCR multiplex qui utilise une sonde divisée en deux, nécessitant la ligation des deux parties pour que l'amplification ait lieu. Cette méthode est utilisée pour dénombrer les copies d'une même séquence dans un ADN.

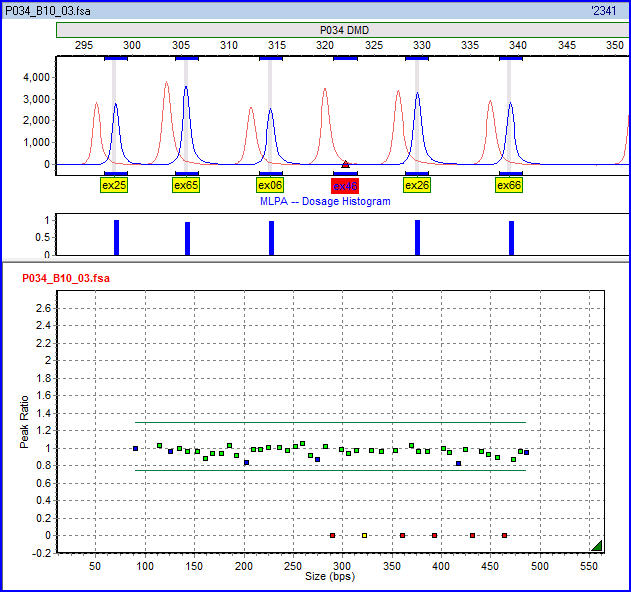
Le résultat d'une analyse par MLPA. Chaque carré correspond à une sonde. Les carrés se trouvant entre les deux lignes horizontales correspondent à une région présente en un nombre normal d'exemplaires.

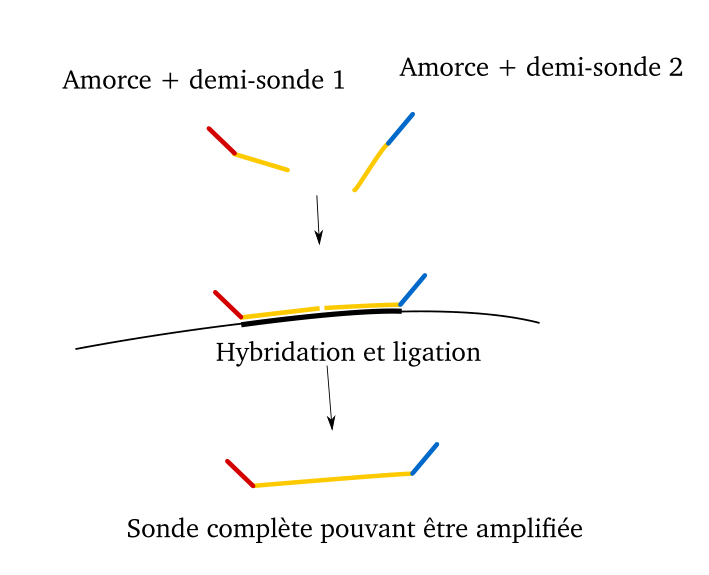
Ligation de la sonde lors de l'analyse par MLPA.

Deux oligonucléotides sont utilisés :
- Le premier contient à la suite une région correspondant à une première amorce de PCR et la première moitié de la sonde complémentaire de la région à détecter ;
- Le second contient la deuxième moitié de la sonde suivie d'une région correspondant à la deuxième amorce de PCR.

Au cours de l'analyse, ces deux oligonucléotides se fixent sur l'ADN à analyser, au niveau de la région correspondant à la sonde. Comme les deux moitiés de la sonde se trouvent l'une à côté de l'autre, il est possible de les assembler par ligation. On obtient alors une sonde complète liée à l'ADN étudié, avec de chaque côté une région non-liée sur laquelle il est possible de fixer une amorce. Cette sonde est détachée de l'ADN et l'on procède à une amplification par PCR avec les amorces choisies au début. Seuls les oligonucléotides ayant subi une ligation, c'est-à-dire ceux qui se sont liés au brin d'ADN, sont susceptibles d'être amplifiés. On évite ainsi d'amplifier les oligonucléotides qui ne se sont pas liés à l'ADN cible. L'amplicon est détecté grâce à un marqueur fluorescent attaché aux amorces avant amplification. Il est possible de réaliser cette analyse simultanément sur plusieurs sites, il suffit pour cela que les sondes soient de longueurs différentes de sorte que l'on puisse les séparer par électrophorèse.

## Ploïdie relative
L'une des utilisations importantes de la MLPA est la détermination de la ploïdie. Par exemple, on peut utiliser des sondes reconnaissant différentes régions du chromosome 21 d'une cellule humaine. On compare l'intensité du signal de MLPA entre une cellule de référence connue pour avoir deux copies du chromosome, et la cellule de l'individu à diagnostiquer. Si une copie supplémentaire du chromosome est présente, l'intensité relative sera 1,5 ; s'il manque une copie, l'intensité sera 0,5.

## Avantages de la MLPA
La MLPA facilite l'amplification et la détection de cibles multiples avec une seule paire d'amorces. On évite les problèmes causés par la présence d'une grande quantité et un grand nombre d'amorces différentes. La MLPA peut amplifier jusqu'à 40 sondes différentes simultanément, ce qui en fait une méthode rapide, peu coûteuse et facile à réaliser.